# Загребля (Сарненський район)
Загре́бля — село в Україні, у Дубровицькій міській громаді Сарненського району Рівненської області. Дл 2020 підпорядковувалось Велюнській сільській раді. Відповідно до Розпорядження Кабінету Міністрів України від 12 червня 2020 року № 722-р «Про визначення адміністративних центрів та затвердження територій територіальних громад Рівненської області» увійшло до складу Дубровицької міської громади.
Населення становить 149 осіб (2011).

## Географія
Площа села — 0,23 км². Поблизу села — озеро Близнюки.

### Клімат
Клімат у селі вологий континентальний («Dfb» за класифікацією кліматів Кеппена). Опадів 614 мм на рік. Найменша кількість опадів спостерігається в березні й сягає у середньому 29 мм. Найбільша кількість опадів випадає в червні — близько 89 мм. Різниця в опадах між сухими та вологими місяцями становить 60 мм. Пересічна температура січня — -5,7 °C, липня — 18,6 °C. Річна амплітуда температур становить 24,3 °C.
| Клімат Загреблі                   | Клімат Загреблі | Клімат Загреблі | Клімат Загреблі | Клімат Загреблі | Клімат Загреблі | Клімат Загреблі | Клімат Загреблі | Клімат Загреблі | Клімат Загреблі | Клімат Загреблі | Клімат Загреблі | Клімат Загреблі | Клімат Загреблі |
| Показник                          | Січ.            | Лют.            | Бер.            | Квіт.           | Трав.           | Черв.           | Лип.            | Серп.           | Вер.            | Жовт.           | Лист.           | Груд.           | Рік             |
| Середній максимум, °C             | −2,7            | −1,3            | 3,4             | 12,4            | 19,3            | 22,9            | 23,9            | 23,1            | 18,3            | 11,9            | 4,8             | 0,0             | 11,3            |
| Середня температура, °C           | −5,7            | −4,5            | −0,3            | 7,5             | 13,7            | 17,5            | 18,6            | 17,7            | 13,3            | 7,9             | 2,3             | −2,5            | 7,1             |
| Середній мінімум, °C              | −8,6            | −7,7            | −3,9            | 2,7             | 8,2             | 12,1            | 13,3            | 12,3            | 8,4             | 3,9             | −0,2            | −5              | 3,0             |
| Норма опадів, мм                  | 36              | 30              | 29              | 42              | 57              | 89              | 82              | 64              | 57              | 45              | 41              | 42              | 614             |
| --------------------------------- | --------------- | --------------- | --------------- | --------------- | --------------- | --------------- | --------------- | --------------- | --------------- | --------------- | --------------- | --------------- | --------------- |
| Джерело: Climate-Data.org (англ.) |                 |                 |                 |                 |                 |                 |                 |                 |                 |                 |                 |                 |                 |

## Історія
Село засноване 1925 року.
Відповідно до прийнятої в грудні 1989 року постанови Ради Міністрів УРСР село занесене до переліку населених пунктів, які зазнали радіоактивного забруднення внаслідок аварії на Чорнобильській АЕС, жителям виплачувалася грошова допомога. Згідно з постановою Кабінету Міністрів Української РСР, ухваленою в липні 1991 року, село належало до зони гарантованого добровільного відселення. На кінець 1993 року забруднення ґрунтів становило 6,23 Кі/км² (137Cs + 134Cs), молока — 6,88 мКі/л (137Cs + 134Cs), картоплі — 2,79 мКі/кг (137Cs + 134Cs), сумарна доза опромінення — 307 мбер, з якої: зовнішнього — 81 мбер, загальна від радіонуклідів — 226 мбер (з них Cs — 221 мбер, Sr — 4 мбер).
13 жовтня 1993 року Рівненська обласна Рада народних депутатів ухвалила рішення про утворення Велюнської сільської ради з центром у селі Велюнь і підпорядкування їй села Загребля, що до цього перебувало у складі Миляцької сільської ради (постанова опублікована 16 грудня 1993 року).

## Населення
Станом на 1 січня 2011 року населення села становить 149 осіб. Густота населення — 691,3 особи/км².
Згідно з переписом УРСР 1989 року чисельність наявного населення села, яке тоді входило до складу Миляцької сільської ради, становила 213 осіб, з яких 102 чоловіки та 111 жінок. На кінець 1993 року в селі мешкало 178 жителів, з них 44 — дітей.
За переписом населення України 2001 року в селі мешкало 158 осіб. 100 % населення вказало своєю рідною мовою українську мову.

### Вікова і статева структура
Структура жителів села за віком і статтю (станом на 2011 рік):
| Вік   | Чоловіків | Жінок | Разом |
| ----- | --------- | ----- | ----- |
| 0-17  | 20        | 10    | 30    |
| 18-39 | 26        | 27    | 53    |
| 40-59 | 21        | 14    | 35    |
| 60+   | 9         | 22    | 31    |
| Разом | 76        | 73    | 149   |

### Соціально-економічні показники
| Працездатне населення | Працездатне населення | Працездатне населення | Працездатне населення | Працездатне населення | Працездатне населення | Непрацездатне населення | Непрацездатне населення | Непрацездатне населення | Непрацездатне населення | Непрацездатне населення | Непрацездатне населення | Все населення |
| Чоловіки              | Чоловіки              | Жінки                 | Жінки                 | Разом                 | Разом                 | Чоловіки                | Чоловіки                | Жінки                   | Жінки                   | Разом                   | Разом                   | 149           |
| ос.                   | %                     | ос.                   | %                     | ос.                   | %                     | ос.                     | %                       | ос.                     | %                       | ос.                     | %                       | 149           |
| --------------------- | --------------------- | --------------------- | --------------------- | --------------------- | --------------------- | ----------------------- | ----------------------- | ----------------------- | ----------------------- | ----------------------- | ----------------------- | ------------- |
| 23                    | 15                    | 31                    | 20                    | 54                    | 35                    | 28                      | 18                      | 47                      | 30                      | 75                      | 49                      | 149           |

| Зайняті  | Зайняті  | Зайняті | Зайняті | Зайняті | Зайняті | Безробітні | Безробітні | Безробітні | Безробітні | Безробітні | Безробітні | Все населення |
| Чоловіки | Чоловіки | Жінки   | Жінки   | Разом   | Разом   | Чоловіки   | Чоловіки   | Жінки      | Жінки      | Разом      | Разом      | 149           |
| ос.      | %        | ос.     | %       | ос.     | %       | ос.        | %          | ос.        | %          | ос.        | %          | 149           |
| -------- | -------- | ------- | ------- | ------- | ------- | ---------- | ---------- | ---------- | ---------- | ---------- | ---------- | ------------- |
| 25       | 3        | 42      | 5       | 67      | 8       | 165        | 20         | 140        | 17         | 305        | 38         | 149           |

## Політика

### Органи влади
Місцеві органи влади до 2020 року були представлені Велюнською сільською радою. Відповідно до Розпорядження Кабінету Міністрів України від 12 червня 2020 року № 722-р «Про визначення адміністративних центрів та затвердження територій територіальних громад Рівненської області» увійшло до складу Дубровицької міської громади.

### Вибори
Село входить до виборчого округу № 155. Станом на 2011 рік кількість виборців становила 117 осіб.

#### Офіційні дані та нормативно-правові акти
- Паспорт Дубровицького району (станом на 1 січня 2011 року) (doc). Дубровицька районна рада. Архів оригіналу за 10 лютий 2015. Процитовано 16 жовтня 2019.